# Elena Mannini
Elena Mannini (Firenze, 22 luglio 1938 – Firenze, 22 agosto 2024) è stata una costumista italiana.

## Biografia

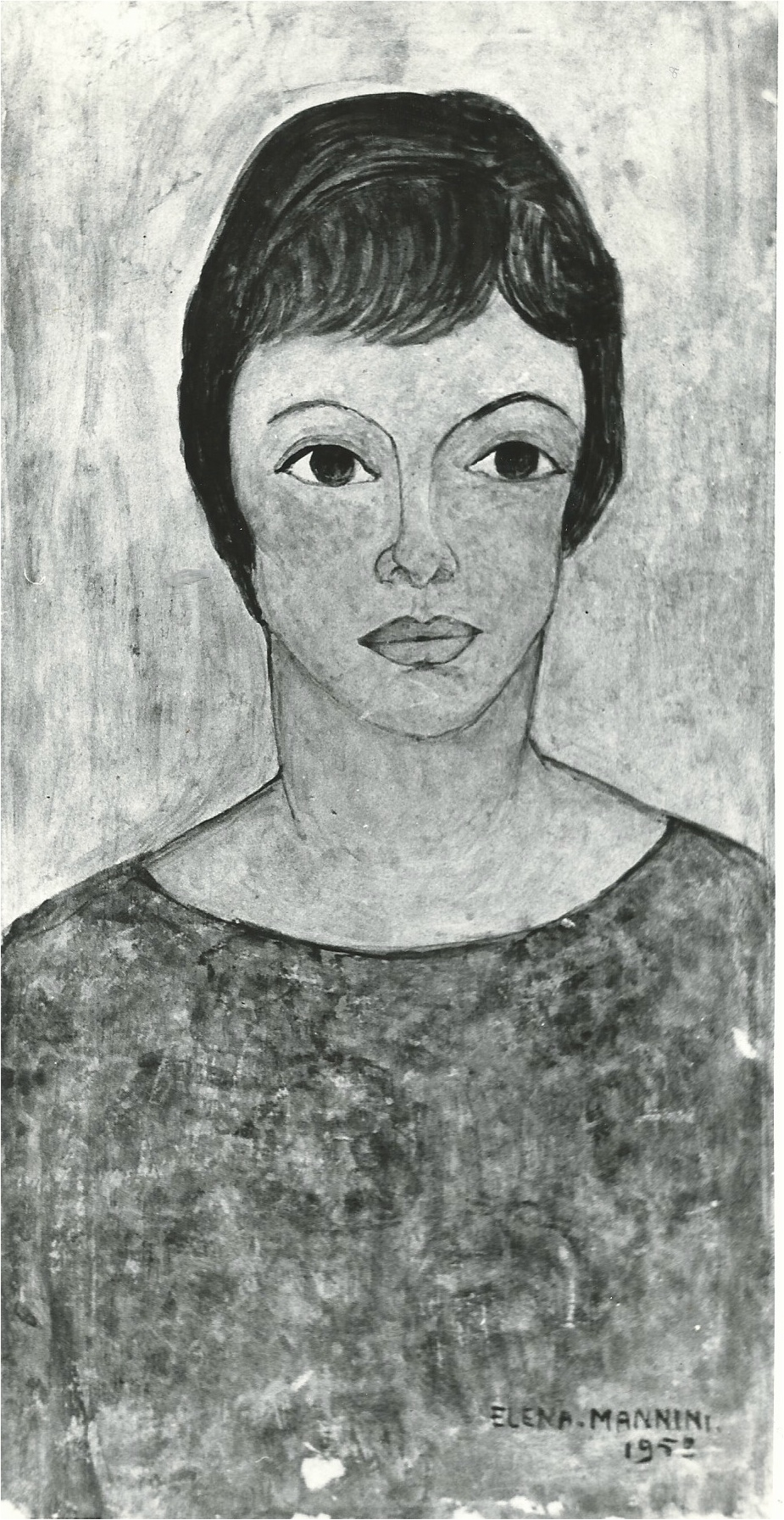
Elena Mannini, Ritratto femminile. Affresco su embrice, 1957

Elena Mannini nacque a Firenze il 22 luglio 1938 e studiò pittura murale all'Istituto d'Arte. Debuttò come costumista, a diciassette anni, nel film del 1955 Giovanna di Gillo Pontecorvo. Collaborò a più di duecento produzioni, tra film, opere liriche, sceneggiati televisivi, spettacoli di prosa e di balletto, sia in Italia che all'estero: i suoi costumi furono utilizzati in numerosi di film quali Profondo rosso e Le cinque giornate di Dario Argento, o Un viaggio chiamato amore di Michele Placido (per il quale ricevette anche la nomination al David di Donatello e al Nastro d'argento), come pure di allestimenti teatrali come l'Orlando furioso di Luca Ronconi.
Nel corso della sua lunga carriera alternò l'attività pratica di costumista con l'insegnamento di questa disciplina all'Istituto d'arte e all'Accademia di belle arti di Firenze, all'Accademia nazionale d'arte drammatica "Silvio D'Amico" di Roma.
Fu la moglie dell'attore e regista Italo Dall'Orto e madre del musicista e compositore Gionni Dall'Orto, insieme ai quali fondò la "Compagnia teatrale Mannini-Dall'Orto", con il coinvolgimento anche del fratello Armando Mannini (scenografo). 
Morì a Firenze il 22 agosto 2024 all'età di 86 anni.

### Cinema
Elena Mannini firmò i costumi di svariati film, tra i quali:
- 1956 Gillo Pontecorvo, Giovanna (costumi).
- 1959 Gianni Puccini, Maestri d'arte, documentario (costumi).
- 1973 Dario Argento, Le cinque giornate (costumi).
- 1974 Adriano Celentano, Yuppi du (costumi).
- 1975 Franco Giraldi, Colpita da improvviso benessere (arredamento, costumi).
- 1975 Dario Argento, Profondo rosso (costumi).
- 1977 Sofia Scandurra, Io sono mia (costumi).
- 1978 Adriano Celentano, Geppo il folle (costumi).
- 1982 Nini Salerno, Arrivano i miei (scenografia e costumi).
- 1985 Adriano Celentano, Joan Lui - Ma un giorno nel paese arrivo io di lunedì (costumi).
- 2002 Michele Placido, Un viaggio chiamato amore, (nomination per il David di Donatello e per il Nastro d'argento).

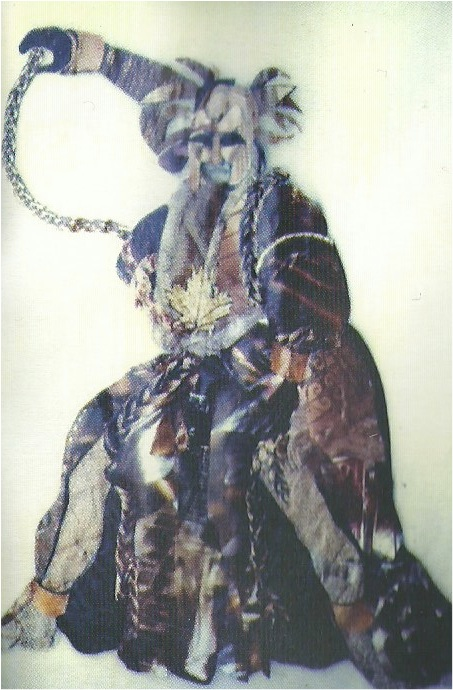
Costume per l'Orestea di Eschilo, 1978

### Teatro
In teatro Mannini iniziò sotto la regia di Beppe Menegatti, firmando i costumi di Sogno di una notte di mezza estate e La tempesta di Shakespeare, di Nozze di sangue e La casa di Bernarda Alba di Federico García Lorca, di Maria di Babel e di una Bohème. Con lui firmò in seguito per la Rai-Tv anche i costumi di L'acqua cheta (1964) e Giocondo Zappaterra (1964).
Nel 1969 fu chiamata da Luca Ronconi per il suo Orlando furioso al Festival di Spoleto: lo spettacolo fu successivamente portato in tournée in tutto il mondo con grande successo. Tra le collaborazioni successive con Ronconi, un'inedita Katchen von Heillbronn di Kleist sul lago di Zurigo, la Tragedia del vendicatore di Webster e la partecipazione al Laboratorio di Prato per Las meninas.

Nel 1972 iniziò la sua lunga collaborazione con il regista Mario Missiroli con spettacoli sia in teatro che in televisione, tra cui un Tartufo di Molière con Ugo Tognazzi e un'impegnativa messa in scena de "Les bonnes" di Genet.

Sempre con la regia di Missiroli, inaugurò anche la stagione 1972 dell'Opera di Roma, con I masnadieri di Verdi, e diverse messe in scena per la Rai-Tv come La trilogia della villeggiatura, di Carlo Goldoni (1974), Don Giovanni di Molière (1977, Eurovisione) e Lulu di Franz Wedekind (1979), debutto televisivo di Stefania Sandrelli.

Nel 1975 iniziò l'intesa con Franco Enriquez, allora direttore del Teatro di Roma. Lavorarono a lungo insieme nel corso degli anni seguenti, anche all'estero, per esempio nella Trilogia dell'Orestea di Eschilo al Residenz Theater di Monaco di Baviera, allora diretto da Ingmar Bergman.
Negli anni Ottanta fu chiamata da Vittorio Gassman alla "Bottega Teatrale di Firenze", iniziando una lunga attività con lui e con Giorgio Albertazzi, all'epoca collaboratore all'insegnamento nella scuola. Con Albertazzi, in particolare, iniziò un'intensa partecipazione a un numero rilevante di spettacoli in teatro e in televisione, tra i quali vi fu La professione della signora Warren di George Bernard Shaw con Franca Rame (1981). Come insegnante dell'Accademia d'arte drammatica, ebbe una collaborazione con Andrea Camilleri al saggio tratto da "Il trucco e l'anima" di Angelo Maria Ripellino (1987).

Sempre negli anni Ottanta Orazio Costa la chiamò in Olanda per Una delle ultime sere di carnevale di Carlo Goldoni. All'Aja iniziò anche la collaborazione con Guido de Moor, direttore del Teatro Reale, mentre Armand Delcampe, direttore del teatro Jean Vilar di Lovanio (Belgio), le affidò i costumi de Il gabbiano (con scene di Josef Svoboda) anche in questo caso iniziando una duratura collaborazione con lui e con Pierre Laroche.
Col nuovo secolo Elena Mannini collaborò ai costumi della Trilogia dell'Orestea e dei Persiani di Eschilo (Festival di Siracusa 2001 e 2003), entrambi per la regia di Antonio Calenda. Inoltre, ad Amsterdam iniziò una proficua collaborazione con Eric Vos (ultima messa in scena nel 2019: "Il giardino dei ciliegi" di Cecov). Infine, un'altra importante collaborazione con Giuseppe Dipasquale tra cui "I giganti della montagna" di Pirandello (2012).

Negli ultimi anni seguì in particolare la già citata compagnia teatrale Mannini Dall'Orto, curando i costumi di spettacoli come Il piccolo principe (1997), Le avventure di Pinocchio, ovvero bugie musicali (2001) ancora in cartellone nel 2014.

### Opera

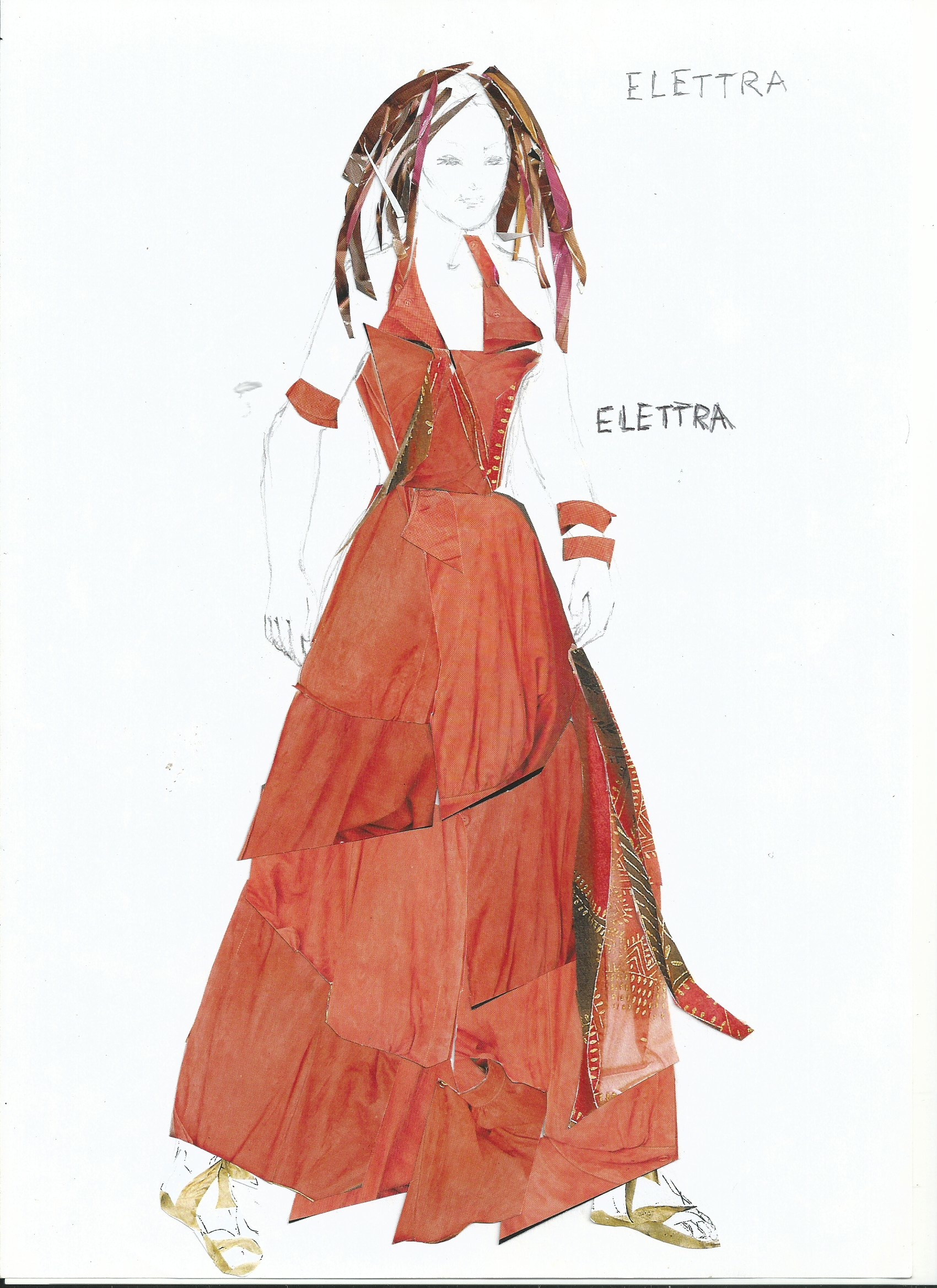
Bozzetto per l'Idomeneo di Mozart (2011)

Oltre che in teatro Elena Mannini lavorò anche nel campo dell'opera in Olanda, in Germania, in Russia, in Belgio, per opere come Didone ed Enea di Purcell, Orfeo ed Euridice di Monteverdi, o Falstaff di Verdi.

Dal 2004 collaborò anche con la Compagnia di ballo del Teatro dell'Opera di Roma, diretta da Carla Fracci e Beppe Menegatti, realizzando scene e costumi del balletto Dio salvi la Regina (musiche di Kurt Weil), del Re Lear (musiche di Shostakovich) e de La vestale (musica di Spontini).

Fra le sue ultime collaborazioni in questo campo vi fu, nel 2010-2011, l'Idomeneo di Mozart al Mozarteum di Praga, per la regia di Yoshi Oida.

### Iniziative non teatrali
Tra le creazioni non legate in modo diretto al palcoscenico degna di menzione fu la mostra I costumi degli Oscar, curata assieme a Gabriella Pescucci per la Biennale della Moda di Firenze nel 1998, e (sempre nella sua città natale) l'allestimento del Museo del Rinascimento, un percorso di statue di cera in costume d'epoca, in una ricapitolazione della storia della capitale toscana e dei suoi protagonisti.

### RAI TV
Oltre agli allestimenti già citati, ebbe diverse collaborazioni con l'ente televisivo di Stato tra cui per la regia di Andrea e Antonio Frazzi, La cosa sulla soglia (1981, Premio Mistfest), La biondina (1982) e La zia di Carlo (1984). Vi furono inoltre Hedda Gabler di Eric Ibsen per la regia di Gianni Amelio (1980); Vampirismus, debutto come attrice di Francesca Archibugi (1981), Comprarsi la vita, regia di Domenico Campana (1988), "Mami, pappi e sirene in Magna Grecia" e "Cinquecento secolo carnale" (Giorgio Albertazzi e Dario Fo, 2004).

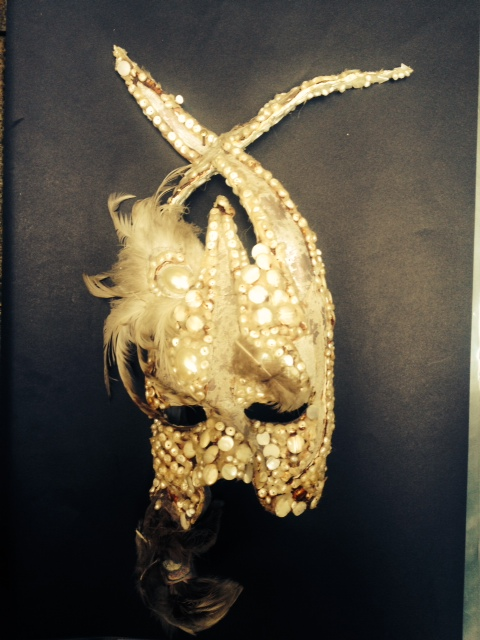
Maschera per Le malade imaginaire di Molière, 1995

## Riconoscimenti
Nomination per:
- David di Donatello 2003 per il miglior costumista con Un viaggio chiamato amore.
- Nastro d'argento 2003 per il miglior costumista con Un viaggio chiamato amore.

## Archivio
Nell'aprile 2023 le carte di Elena Mannini (disegni, bozzetti, collages, progetti, corrispondenza con enti lirici e registi, recensioni) furono donate al "Centro studi Franco Enriquez" di Sirolo (Ancona).